# Alexander Kashlinsky
Alexander (Sasha) Kashlinsky, né en 1957 à Riga, est un astronome et cosmologiste travaillant au Goddard Space Flight Center de la NASA, connu pour ses travaux sur le courant noir et le fond cosmique infrarouge. 

## Biographie
- 1976-1979 : Université de Tel Aviv, Israël, Département de physique et d'astronomie
- 1979-1983 : Université de Cambridge, Angleterre, Institut d'astronomie